# Scale the Summit
Scale The Summit — американская группа из США, штат Техас, исполняющая музыку в жанре инструментальный прогрессивный метал. Группа была образована в 2004 году и свои альбомы выпускает на метал лейбле Prosthetic Records. Считается, что основное влияние на творчество коллектива оказали такие группы, как Cynic и Dream Theater. На первых шести альбомах Scale The Summit не использовали в своих композициях вокал и исполняли только инструментальную музыку. В седьмом альбоме Subjects (2021) во всех композициях появился вокал, который исполнили различные участники других музыкальных коллективов. Группа обратила на себя значительное внимание после персонального приглашения Майка Портного (Dream Theater) для участия в The Progressive Nation 2009 Tour вместе с Dream Theater, Zappa Plays Zappa and Bigelf.

## История группы
Участники группы познакомились в музыкальном училище в Лос-Анджелесе. Первый альбом Monument был записан в 2007 году на собственном лейбле. В дальнейшем Scale the Summit заключили контракт с Prosthetic Records, на котором издали три последующих релиза: Carving Desert Canyons в 2009-м, The Collective в 2011-м и The Migration в 2013-м году.

## Дискография
- Monument (2007)
- Carving Desert Canyons (2009)
- The Collective (2011)
- The Migration (2013)
- V (2015)
- In A World Of Fear (2017)
- Subjects (2021)

## Состав

### Текущий
- Крис Летчфорд — гитара (2004 — настоящее время)
- Килиан Дуарте — бас-гитара (2016 — настоящее время)
- Чарли Энген —  барабаны (2017 — настоящее время)

### Бывшие участники
- Пэт Скэффингтон — барабаны (с 2004 по 2015 год)
- Джордан Эберхардт — бас-гитара (с 2004 по 2012 год)
- Трэвис Левриер — гитара (2004 — 2016 год)
- Марк Митчел — бас-гитара (2012 — 2016 год)
- Д.С. Брайэнт —  барабаны (2015 — 2016 год)